# Manubach
Manubach é um município da Alemanha localizado no distrito de Mainz-Bingen, estado da Renânia-Palatinado. Pertence ao Verbandsgemeinde de Rhein-Nahe.

## Geografia

### Localização
A cidade de Manubach está localizada no vale do Reno entre Koblenz e Bad Kreuznach. O centro de viticultura pertence ao Verbandsgemeinde de Rhein-Nahe, cujo centro fica em Bingen am Rhein, embora esta cidade não esteja dentro de seus limites. Desde 2003 Manubach faz parte do Sítio de Herança Mundial do vale do Reno da UNESCO.